# Museo della Montréal ebraica
Il Museo della Montreal ebraica (in francese Musée du Montréal juif, MMJ; in inglese Museum of Jewish Montreal, MJM) è un museo online e mobile che raccoglie, mappa e presenta la storia e le esperienze della comunità ebraica di Montréal tramite mostre, tour a piedi e attraverso la tecnologia online e mobile.

## Attività
Il MMJ è stata fondata da Zev Moses, l'attuale direttore del museo, nel 2010, quando la comunità ebraica di Montréal ha compiuto 250 anni. Il progetto era iniziato con l'intento di mappare la storia ebraica di Montréal, e da allora è stato ampliato per includere esposizioni on-line, storie orali e passeggiate sia online che a piedi.
Il sito MMJ presenta mostre on-line con descrizioni delle principali istituzioni, eventi, luoghi e persone della storia della via ebraica di Montréal. Ogni mostra contiene anche immagini d'archivio e collegamenti a ulteriori ricerche, per fornire agli utenti un contesto in cui diversi elementi della storia della comunità ebraica si inseriscono nella storia di Montréal e nella vita ebraica mondiale. Ci sono oltre 125 mostre originali insieme a varie altre mostre basate sulla ricerca di Sara Tauben sulle sinagoghe storiche di Montreal.
Dal 2013 MMJ cura anche mostre digitali, tra cui Between These Walls (gennaio 2013), A Geography of Jewish Care (giugno 2013) e Work Upon Arrival (gennaio 2014). Il Museo ha iniziato a curare mostre temporanee nel febbraio 2014, con l'esposizione sui lavoratori dell'abbigliamento Parkley Clothing: 1937 e con Sacrée / Profane - Samy Elmaghribi, su un cantante pop e cantore ebreo marocchino (inverno 2015). Organizza inoltre conferenze, tavole rotonde e altri eventi pubblici.

### The Third Solitude Series
Nell'ottobre 2011 MMJ ha iniziato a pubblicare The Third Solitude Series, un blog con interviste approfondite, ricerche, letteratura, saggi fotografici e storie personali relative all'eredità ebraica di Montréal. Il nome Third Solitude è un termine talvolta usato per definire l'esperienza degli ebrei che vivono in Canada, in particolare a Montréal, tra il Canada francese e quello inglese.

### Lo Stories Project
Nel 2012 MMJ ha inaugurato lo Stories Project, un'iniziativa di storia orale che mira a raccogliere le storie dei membri della comunità con vissuti ed esperienze diversi, per condividere le storie con la società più ampia e preservarle nel tempo. Nel 2015 è stata lanciata un'app che consente agli utenti di registrare storie e caricare foto.

### Il tour a piedi
Da giugno 2014 MMJ organizza tour giornalieri a piedi a tema ebraico nei quartieri di Plateau e Mile End e da giugno 2015 i tour gastronomici Beyond the Bagel.